# Glutathion S-transférase
Pour les articles homonymes, voir GST.
Une glutathion S-transférase (ou GST) est une transférase qui catalyse des réactions du type :
RX + glutathion  {\displaystyle \rightleftharpoons }  HX + R-S-glutathion.
Les enzymes de cette famille sont diversifiées. Qu'il s'agisse de protéines cytosoliques, mitochondriales ou microsomales (désormais rassemblées sous l'acronyme des MAPEG), les GST sont présentes chez les eucaryotes et les procaryotes. Chez ces derniers, elles catalysent de nombreuses réactions dont la plus connue est la conjugaison du GSH réduit à des substrats endogènes et xénobiotiques.